# Хвойне
Хво́йне —  село в Україні, у Краснопільській селищній громаді Сумського району Сумської області. Населення становить 19 осіб. До 2016 орган місцевого самоврядування — Самотоївська сільська рада.

## Географія
Село Хвойне розташоване на правому березі річки Сироватка, вище за течією на відстані 2 км розташоване село Глибне, нижче за течією на відстані 3 км розташоване село Залізняк.
Біля села розташоване велике озеро Журавлине.
До села примикає великий дубовий лісовий масив.

## Історія
- Село постраждало внаслідок геноциду українського народу, проведеного урядом СССР 1923-1933 та 1946-1947 роках.
- 12 червня 2020 року, відповідно до розпорядження Кабінету Міністрів України № 723-р «Про визначення адміністративних центрів та затвердження територій територіальних громад Сумської області», село увійшло до складу Краснопільської селищної громади[1].
- 19 липня 2020 року, в результаті адміністративно-територіальної реформи та ліквідації Краснопільського району, увійшло до складу новоутвореного Сумського району[2].